# Gilcrest
Gilcrest est une ville américaine située dans le comté de Weld dans le Colorado.
Selon le recensement de 2010, Gilcrest compte 1 034 habitants. La municipalité s'étend sur 0,82 milles carrés (2,12 km2).
D'abord appelée Nantes ou Nantz, la ville est renommée en l'honneur du banquier W. K. Gilcrest.

## Démographie
| 1920 | 1930 | 1940 | 1950 | 1960 | 1970 |
| ---- | ---- | ---- | ---- | ---- | ---- |
| 222  | 324  | 352  | 429  | 357  | 382  |

| 1980  | 1990  | 2000  | 2010  | - | - |
| ----- | ----- | ----- | ----- | - | - |
| 1 025 | 1 084 | 1 162 | 1 034 | - | - |